# Владимирская улица (Киров)
Владимирская улица (в 1918—2025 годах — улица Карла Маркса) — одна из основных улиц в городе Кирове, расположена на границе трёх районов города — Октябрьского, Первомайского и Ленинского.
Улица исторически связана с темой развития культуры и искусства в Вятке — здесь находится Драматический театр, библиотека имени Грина, Вятский художественный музей и Железнодорожный музей.
Начинается от развилки с Октябрьским проспектом в районе Мясокомбината, пересекает весь исторический центр города и заканчивается на пересечении с улицей Блюхера, в районе железнодорожного вокзала.
На участке от Октябрьского проспекта до Профсоюзной улицы имеет статус магистральной улицы общегородского значения, от улицы Профсоюзной до улицы Комсомольской — районного значения, а далее — минимальной значимости.

## Название

### Владимирская
Формирование исторического названия произошло не сразу. Будущая Владимирская улица появилась в 1784 году, когда был утверждён первый регулярный план города Вятки с делением на кварталы.
Тогда улица получила название Спенчинской, переняв его у древней Спенчинской улицы, известной ещё с XVII века. В 1812 году В 1812 году получила новое название Владимирская, в честь вошедшей в состав города Владимирской слободы и одноимённой церкви. Название Спенчинская перешло на соседнюю улицу Кузнецкую (современная Защитников Отечества).

### Карла Маркса
23 сентября 1918 года Владимирская улица переименована в улицу Карла Маркса. Название никак не было связано ни с географией, ни с историей города и являлось типовым. По состоянию на 2024 год в России было 396 улиц имени Маркса.

### Возвращение исторического названия
В 2024 году ряд депутатов городской Думы предложил вернуть 6 улицам в историческом центре города их дореволюционные имена. Предложены были Владимирская, Никитская, Успенская, Морозовская, Всесвятская, Острожная и Бутырская. Вопрос был рассмотрен на совете по топонимии, большинство членов проголосовали за. После опроса населения было принято решение поднять вопрос о возвращении Острожной и Бутырской позже. Оставшиеся 5 улиц, в том числе Владимирскую, утвердили к переименованию 19 декабря 2024 года на заседании городской Думы. Решение вступило в силу 1 июля 2025 года.

## История

### Владимирская слобода
В 1707 году купец Григорий Вяземский начал возводить каменную церковь во имя Владимирской иконы Божией Матери в центре Спенчинской слободки.
Сегодня эта церковь находилась бы, примерно, на перекрестке улиц Карла Маркса и Молодой Гвардии. Вокруг церкви образовалась Владимирская площадь, где пересекались вышеуказанные улицы. На площадь также выходил Копанский переулок. В советские годы церковь была разрушена, а площадь застроена. О ней сегодня напоминают лишь Владимирский сквер, проходящий по восточной части перекрестка этих улиц, а также единственный сохранившийся дом площади — Бани Свенторжецких.

### Возникновение улицы
Улица появилась в первом регулярном плане города в 1784 году, как Спенчинская (Спенцинская) улица. Название она переняла от улицы, которая соединяла главный городской торг со Спенцынским станом (ныне территория шинного завода). Новая Спенчинская улица начиналась на пересечении с улицей Острожной (ныне МОПРа), и заканчивалась пересечением с Орловской улицей.

Само слово «Спенчинская», которая перешло к улице от одноимённого стана, происходит от старинного русского слова «спень», что означало металлическую проволоку, на которую вздевались жемчужные зёрна и камни. Именно таким промыслом, в том числе, занимались жители Спенчинского стана. 

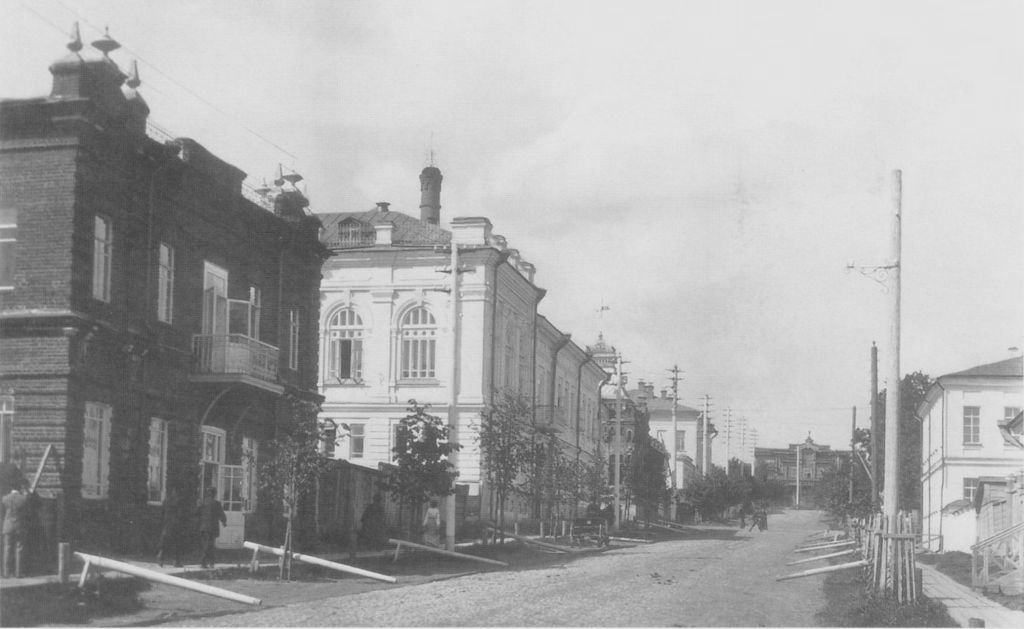
Перекрёсток улиц Владимирской и Спасской, начало XX века

Регулярный план 1812 года продлил улицу практически до современных границ: на севере до Луковицкого оврага (ныне Профсоюзная улица), на юге до речки Хлыновки.
Улица получила новое название — Владимирская, в честь Владимирской слободы, которая вошла в городскую черту в новом регулярном плане, и через которую прошла улица. Название «Спенчинская» было настолько узнаваемым в народе, что не забылось и перешло к соседней параллельной улице Кузнецкой (ныне Карла Либкнехта).
В 1878 году в дом нотариуса Е. П. Свенторжецкого проведен один из первых водопроводов в городе, а в 1899 году на улице проложена магистральная линия городского водопровода.
В 1895 году в здании канцелярии губернатора (дом № 84) устроена первая в городе губернаторская телефонная станция. В 1901 году на углу Владимирской и Спасской была открыта первая городская электростанция.
В 1914 году на углу Владимирской и Копанской (Герцена) был открыт учительский институт, от которого в настоящее время ведет свою историю Вятский университет.
На волне послереволюционных переименований в 1918 году Вятский горсовет переименовал Владимирскую улицу в улицу Карла Маркса.
В 2024 году было принято решение о возвращении исторического названия улицы. С 1 июля 2025 года улица вновь именуется Владимирской.

## Значимые здания и места

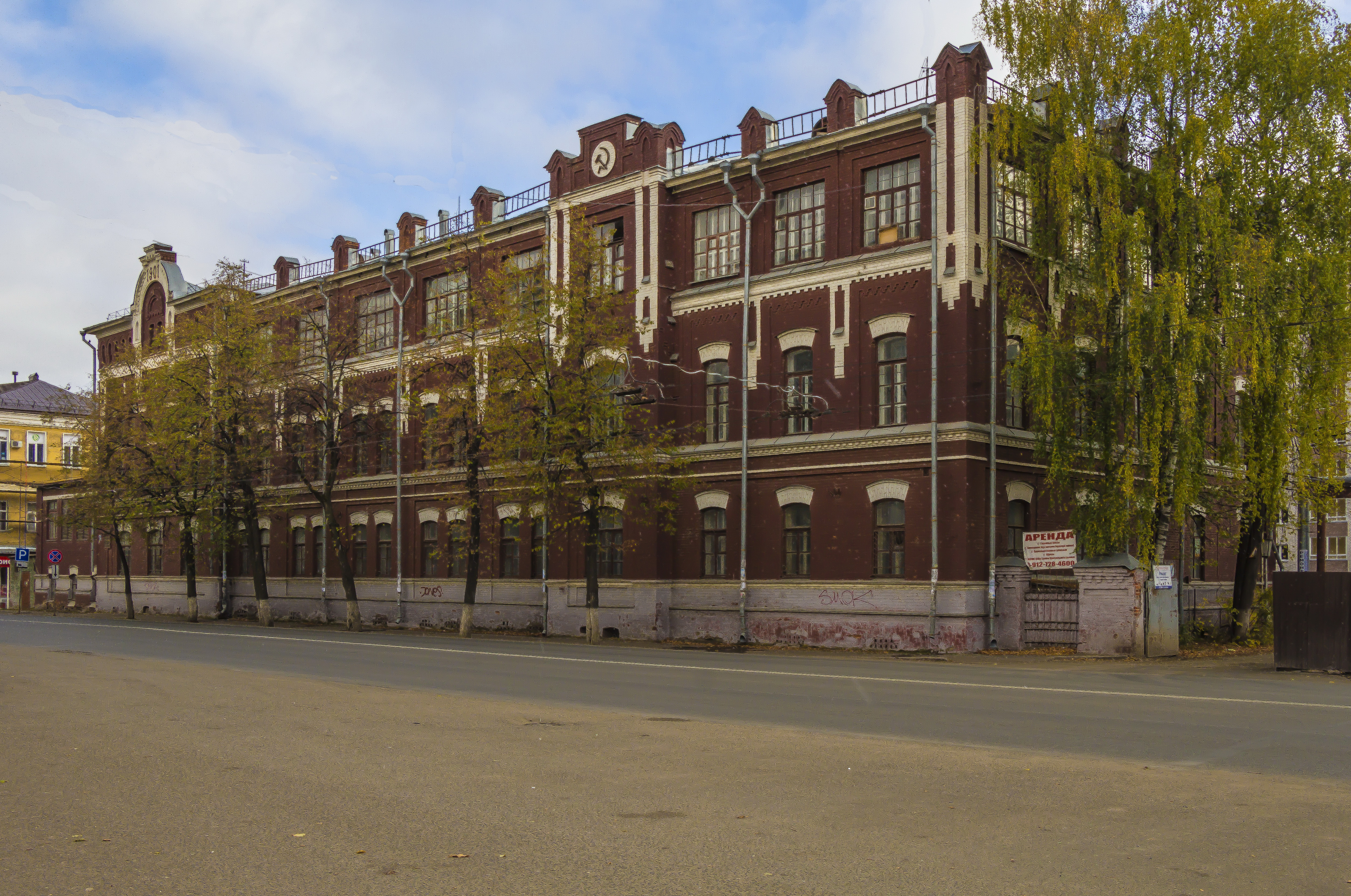
Главный корпус Казённого винного склада

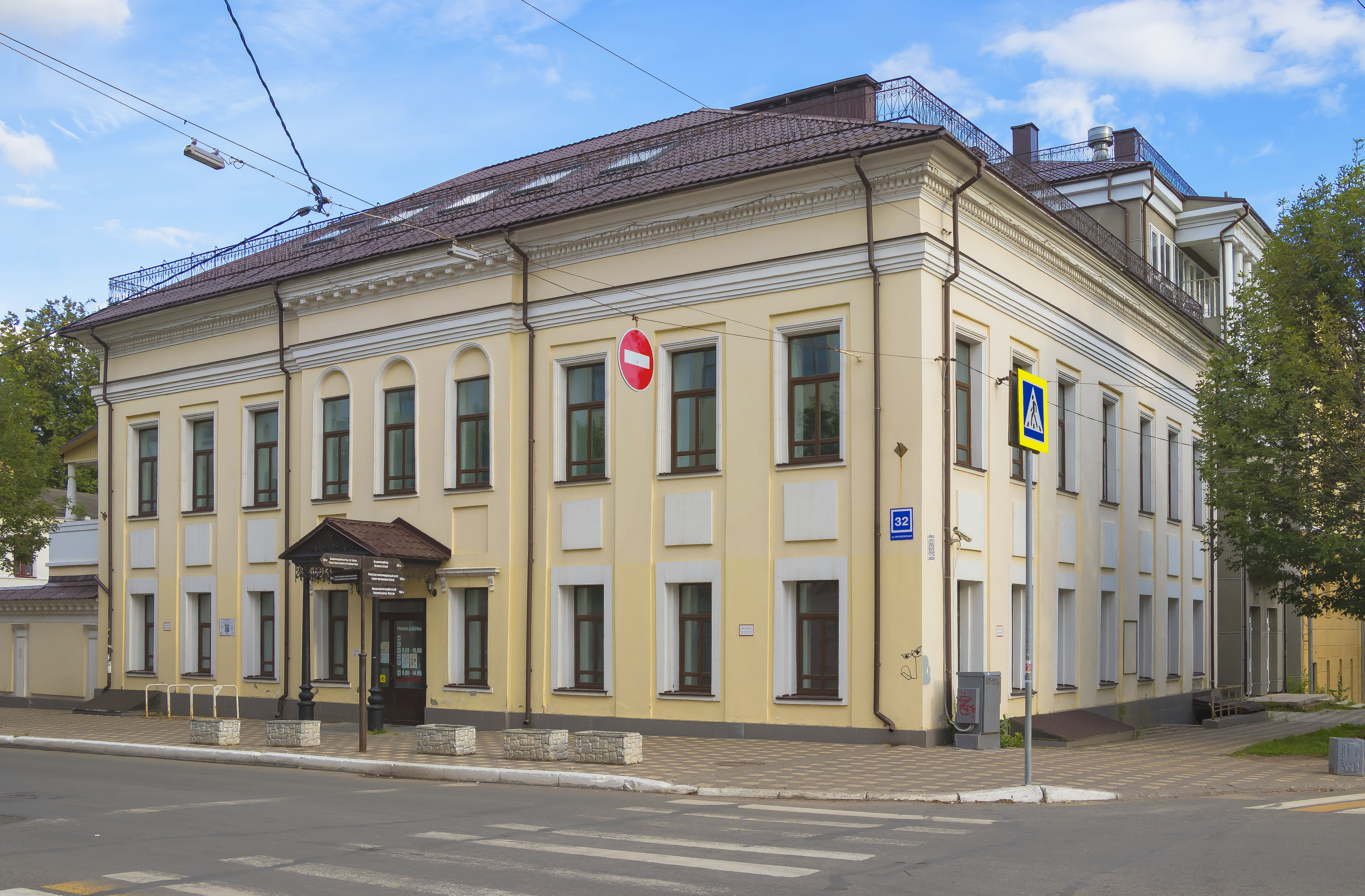
Главный дом Усадьбы И. С. Колошина

- № 18 — Комплекс Казённого винного склада
- № 28 — Здание Вятского городского попечительства о бедных
- Московская ул. № 37 — Драматический театр
- Театральная площадь
- № 64 — Вятская православная гимназия
- № 68-А — Главный дом Усадьбы И. С. Колошина
- № 70 — Особняк И. Репина, Вятский художественный музей, Памятник В. М. и А. М. Васнецовым
- № 71 — Первая городская электростанция
- № 73 — Дом П. Г. Аршаулова
- № 74 — Особняк И. Я. Ухова
- № 75 — Комплекс зданий завода «Физприбор», Дом Ф. И. Злыгостева
- № 79 — Дом доктора ЛевицкогоДом Ф. И. Злыгостева

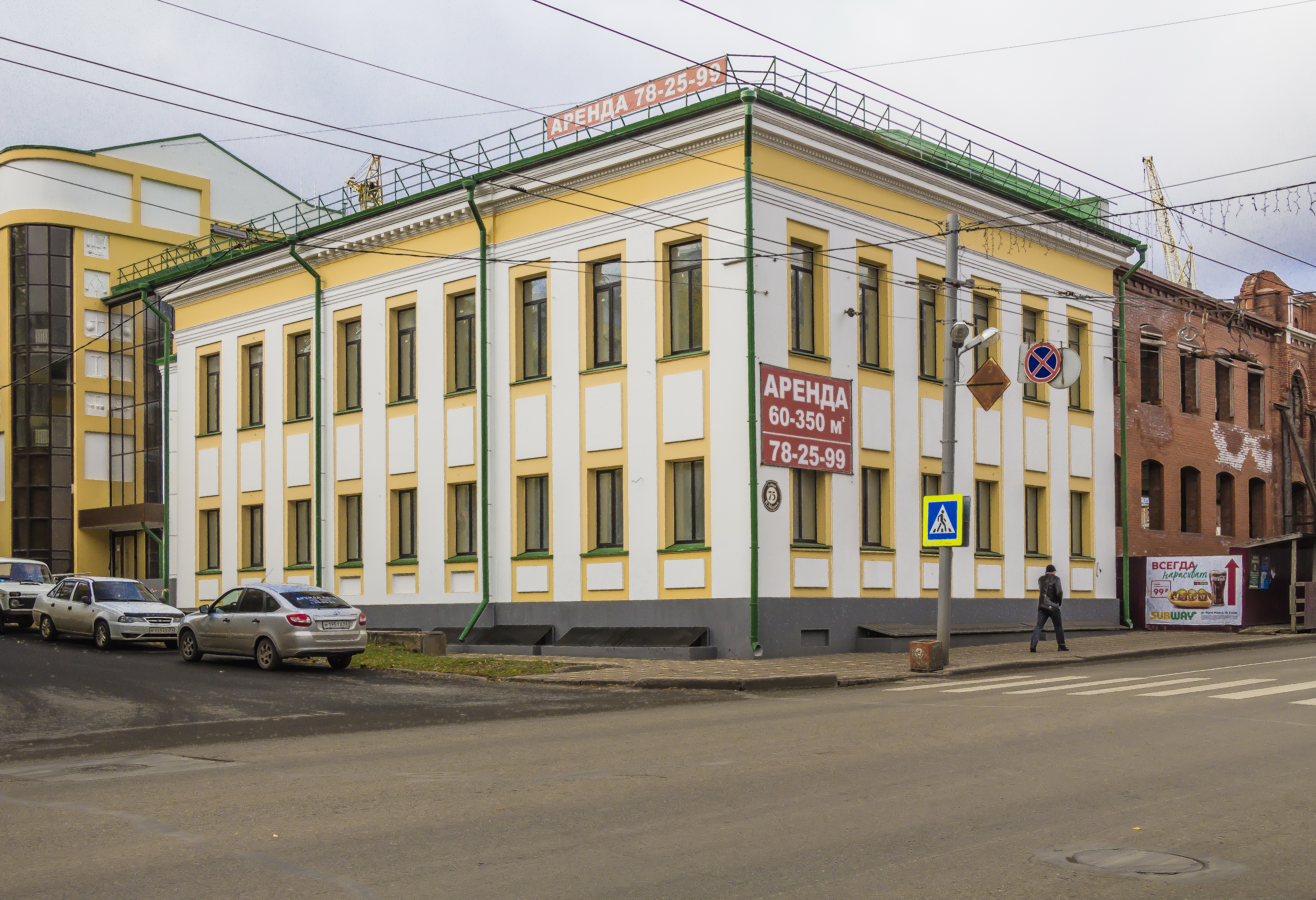
Дом Ф. И. Злыгостева

- № 84 — Губернаторский дом (Дом «Кировской правды»)
- № 81 — Кинотеатр «Октябрь»
- № 88 — Бани Свенторжецких
- улица Маклина, 1 — Дом И. Двойнишникова
- № 95 — Ботанический сад Вятского университета
- Сквер 60-летия СССР
- № 116-А — Флигель А. И. Лаптевой
- № 116 — Дом А. И. Лаптевой
- № 147 — Дачный дом С. О. Якубовского

На ней расположены заводы «Искож», ныне закрытые «Крин» и «Физприбор», напротив «Крина» находится городской Дворец бракосочетания. На пересечении улицы Карла Маркса и Московской расположена главная городская площадь — Театральная. Также на улице расположены такие объекты культуры как Кировский драматический театр (на пересечении с Московской улицей), художественный музей имени братьев Васнецовых (на пересечении с улицей Дрелевского), Ботанический сад, бывший кинотеатр «Октябрь», библиотека имени Грина. Образовательные учреждения — Вятский государственный университет и Кировский государственный медицинский университет, Вятская православная гимназия. Учреждения здравоохранения — областной военный госпиталь, областная клиническая больница, областной гериатрический центр.